# Beixing (köping i Kina, Inre Mongoliet)
Beixing (kinesiska: 北兴, 北兴镇) är en köping i Kina. Den ligger i den autonoma regionen Inre Mongoliet, i den norra delen av landet, omkring 860 kilometer öster om regionhuvudstaden Hohhot.
Genomsnittlig årsnederbörd är 542 millimeter. Den regnigaste månaden är juli, med i genomsnitt 138 mm nederbörd, och den torraste är januari, med 3 mm nederbörd.